# Prieuré Saint-Lazare
 (juin 2021).
La mise en forme du texte ne suit pas les recommandations de Wikipédia : il faut le « wikifier ».
Les points d'amélioration suivants sont les cas les plus fréquents. Le détail des points à revoir est peut-être précisé sur la page de discussion.
- Les titres sont pré-formatés par le logiciel. Ils ne sont ni en capitales, ni en gras.
- Le texte ne doit pas être écrit en capitales (les noms de famille non plus), ni en gras, ni en italique, ni en « petit »…
- Le gras n'est utilisé que pour surligner le titre de l'article dans l'introduction, une seule fois.
- L'italique est rarement utilisé : mots en langue étrangère, titres d'œuvres, noms de bateaux, etc.
- Les citations ne sont pas en italique mais en corps de texte normal. Elles sont entourées par des guillemets français : « et ».
- Les listes à puces sont à éviter, des paragraphes rédigés étant largement préférés. Les tableaux sont à réserver à la présentation de données structurées (résultats, etc.).
- Les appels de note de bas de page (petits chiffres en exposant, introduits par l'outil «  Source ») sont à placer entre la fin de phrase et le point final[comme ça].
- Les liens internes (vers d'autres articles de Wikipédia) sont à choisir avec parcimonie. Créez des liens vers des articles approfondissant le sujet. Les termes génériques sans rapport avec le sujet sont à éviter, ainsi que les répétitions de liens vers un même terme.
- Les liens externes sont à placer uniquement dans une section « Liens externes », à la fin de l'article. Ces liens sont à choisir avec parcimonie suivant les règles définies. Si un lien sert de source à l'article, son insertion dans le texte est à faire par les notes de bas de page.
- La présentation des références doit suivre les conventions bibliographiques. Il est recommandé d'utiliser les modèles {{Ouvrage}}, {{Chapitre}}, {{Article}}, {{Lien web}} et/ou {{Bibliographie}}. Le mode d'édition visuel peut mettre en forme automatiquement les références.
- Insérer une infobox (cadre d'informations à droite) n'est pas obligatoire pour parachever la mise en page.

Pour une aide détaillée, merci de consulter Aide:Wikification.
Si vous pensez que ces points ont été résolus, vous pouvez retirer ce bandeau et améliorer la mise en forme d'un autre article.
Le prieuré Saint-Lazare est un prieuré de l'abbaye de Fontevraud. Dédié initialement à l’accueil des malades atteints de la lèpre et des religieuses qui en avaient la charge et, pour ce faire, doté de tous les éléments nécessaires à la vie monastique (chapelle, cloître avec salle capitulaire, réfectoire, dortoir), ce prieuré à l'escalier abrite aujourd'hui les structures hôtelières et de restauration de l’abbaye royale.

## Un prieuré à part et non seulement au sens géographique

Plan de l'abbaye de Fontevraud dans son état actuel.

Ce prieuré, à l'implantation spécifique pour des raisons en grande partie sanitaires, renfermait une communauté de religieuses chargée de l'encadrement des malades lépreux mais probablement pas les lépreux eux-mêmes.
Ceux-ci, qui n’étaient pas considérés comme des moines, étaient probablement logés à proximité dans des mansuncalae, constructions sommaires destinées à mettre à l'abri les lépreux».

## Approches architecturale des bâtiments
Il n’est pas aisé de connaître l’état des bâtiments de Saint-Lazare au cours des siècles sauf à indiquer que « le Prieuré constitue en 1116 une entité suffisante pour que le corps de Robert d'Arbrissel y soit déposé une journée »Ibidem[réf. nécessaire].
Un siècle après (1228) « un état des frères et des sommes dépensées pour leur entre » indique la présence de sept prêtres et d’un clerc (un laïc donc[réf. nécessaire]).
Le prieuré est rebâti[il avait été détruit ?] grâce aux dons d'Henri II Plantagenêt, et le début des travaux date de l'abbatiat de Mathilde d'Anjou (1149-1155), tante du roi.

### L'église du prieuré

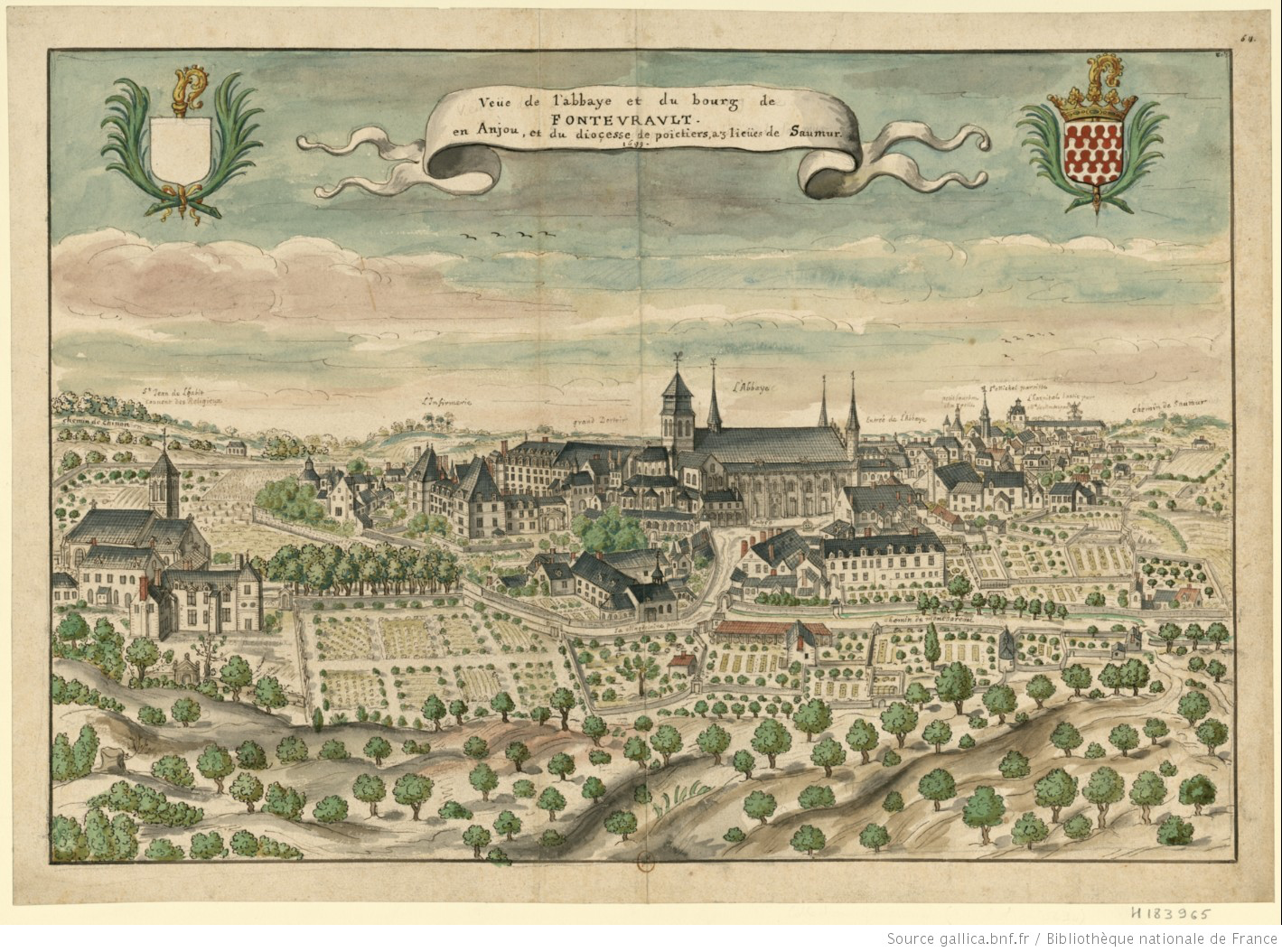
L'ensemble monastique.

Cette église à vaisseau unique comporte quatre travées s’achevant par un chevet plat, ce qui constitue un exemple architectural des premiers temps du gothique angevin. Une chapelle Saint-Jérôme « sur plan rectangulaire… établie à un niveau supérieur à celui de la nef avec laquelle elle communiquait par une petite porte à la hauteur de la seconde travée complétait le parcellaire des bâtiments. À noter que « l’accès des frères prêtres (en provenance de Saint-Jean-de-l’Habit) se fait toujours (à l’est de la chapelle) par un grand escalier droit menant de la clôture générale à la sacristie ». Il existe enfin une clôture entre le chœur des moniales et le chœur des prêtres (état antérieur à la situation actuelle). Les transformations de la nef consécutives à l'aménagement du prieuré en hôtel (cf infra) n'ont pas facilité la vue d'ensemble de la nef telle que le lien suivant permet de la voir encore.

### Le cloître
Un cloître dont l’angle Sud-Est abrite un lavabo comme au Grand-Moûtier, une salle du Chapitre et un dortoir, sis au dessus de la salle du Chapitre, auquel les transformations du Prieuré en Hôtel (implantation de deux chambres) ont ôté malheureusement beaucoup de visibilité, complètent statutairement le parcellaire monastique.

### Un escalier à vis de Saint-Gilles

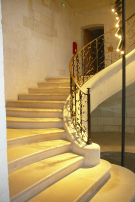
L'escalier d'honneur du prieuré Saint-Lazare.

Un des éléments majeurs du bâti du prieuré à droite en entrant dans le bâtiment est sans conteste un majestueux escalier dit à vis de Saint-Gilles (par référence à l’abbaye homonyme sise dans le Gard) « ouvrage remarquable par la complexité de la stéréotomie, chaque pierre étant taillée selon plusieurs plans concaves et convexes. Ce type d'escalier est très peu fréquent en France. L’accent doit d’autant plus être mis sur cet escalier suspendu sur voûte qu’il s’agit là de « l’un des quatre exemples encore conservés en France ».

### Une communauté religieuse à l’organisation complexe
« Composée de frères et de moniales, ayant à leur tête un prieur et une prieure … la séparation stricte des frères et des moniales prescrite dès les débuts de la communauté fontevriste conduit à admettre que le prieur et les frères résidaient à Saint-Jean-de-l’Habit, édifié à environ 400 m au Nord de Saint-Lazare".

### Les prieures et prieurs

#### Prieures
- Marguerite de l’isle est prieure sous Pétronille de Chemillé, première abbesse de Fontevraud (morte en 1149),
- Isabelle Trousselle en 1349,
- Marguerite de Beaumont en 1477,
- Eustachie de Saumoussay en 1483,
- Jeanne Dumas en 1496,

Les dates d’exercice de plusieurs prieures ( Mathilde de Juilli, Jeanne d’Avoir, Lucie du Plessis ) restent en revanche incertaines 

#### Prieurs
- Alon, vers 1170-1180,
- Guillaume Le Bœuf en 1285,
- Guillaume Chaumart à la fin du XV éme siècle[9].

### Le prieuré à l’époque carcérale
Permanence des vocations : le prieuré est transformé en infirmerie lors de la transformation de l'abbaye en centrale de détention.

### Le prieuré aujourd’hui, une structure hôtelière
Le prieuré est aujourd'hui un hôtel-restaurant qui s'est inséré sans difficulté dans l’ancienne structure monastique. À son ouverture en juin 2014 l’hôtel portait le nom de « prieuré Saint-Lazare ». Quelques mois plus tard, il est rebaptisé « Fontevraud l’Hôtel » afin de mettre en avant l’abbaye que les touristes peuvent visiter.